# Ziaire Williams

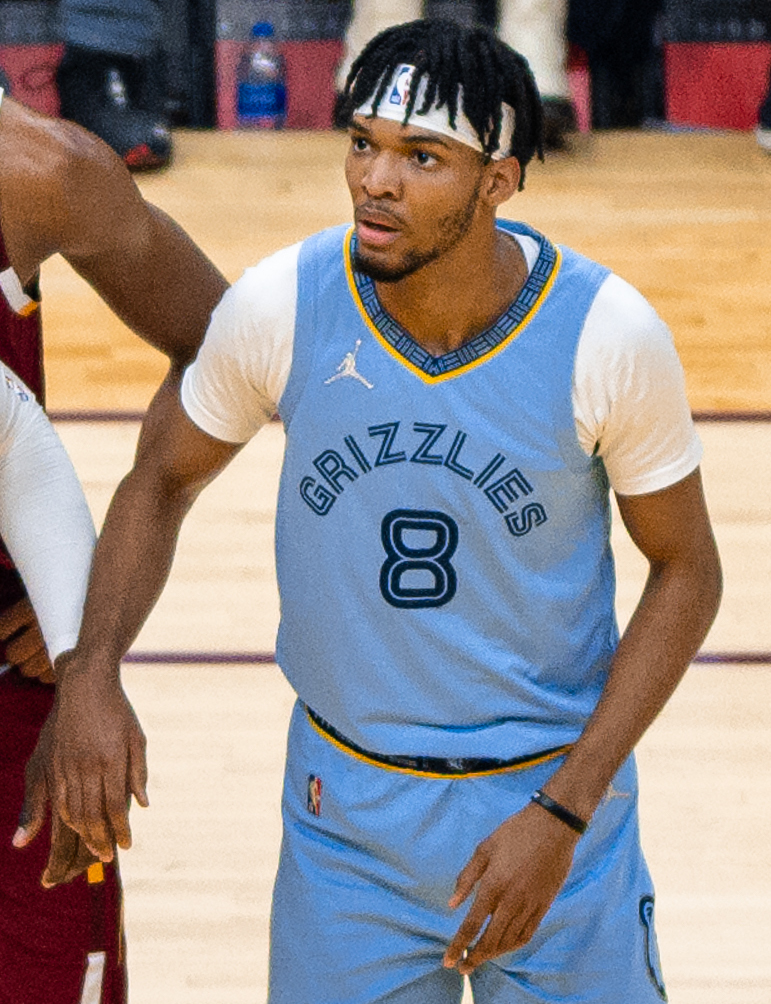
Ziaire Williams, 2022.

Ziaire Williams, född 12 september 2001 i Lancaster i Kalifornien, är en amerikansk professionell basketspelare (SF) som spelar för Brooklyn Nets i National Basketball Association (NBA). Han har tidigare spelat för Memphis Grizzlies.
Williams draftades av New Orleans Pelicans i första rundan i 2021 års draft som tionde spelare totalt.
Innan han blev proffs studerade Williams vid Stanford University och spelade för deras idrottsförening Stanford Cardinal.